# Готовцево
Готовцево — село в составе Дмитриевского сельского поселения Галичского района Костромской области России.

## География
Село расположено у реки Кистега.

## История
Согласно Спискам населённых мест Российской империи в 1872 году село Готовцево (Спасское) относилось к 2 стану Галичского уезда Костромской губернии. В нём числилось 5 дворов, проживали 37 мужчин и 35 женщин. В селе находились православная церковь и училище, располагалось Воскресенское волостное правление.
Согласно переписи населения 1897 года в селе проживало 57 человек (24 мужчины и 33 женщины).
Согласно Списку населённых мест Костромской губернии в 1907 году село относилось к Воскресенской волости Галичского уезда Костромской губернии. По сведениям волостного правления за 1907 год в нём числилось 14 крестьянских дворов и 57 жителей. В селе имелась школа и паровая мельница.
До муниципальной реформы 2010 года село входило в состав Пронинского сельского поселения.

## Население
| 2008 | 2010 | 2012 | 2014 |
| ---- | ---- | ---- | ---- |
| 0    | →0   | →0   | →0   |